# Milcah Chemos Cheywa
Milcah Chemos Cheywa, kenijska atletinja, * 24. februar 1986, Bugaa, Kenija.
Nastopila je na poletnih olimpijskih igrah leta 2012 in osvojila bronasto medaljo v teku na 3000 m z zaprekami. Na svetovnih prvenstvih je v isti disciplini osvojila naslov prvakinje leta 2013 ter podprvakinje v letih 2009 in 2011.